# Сајнт-Винчент (Долина Аосте)
Сајнт-Винчент (итал. Saint-Vincent) је насеље у Италији у округу Долина Аосте, региону Долина Аосте.
Према процени из 2011. у насељу је живело 3969 становника. Насеље се налази на надморској висини од 571 м.

## Становништво
Према резултатима пописа становништва 2011. у општини је живело 4.654 становника.
| 1931. | 1936. | 1951. | 1961. | 1971. | 1981. | 1991. | 2001. | 2011. |
| ----- | ----- | ----- | ----- | ----- | ----- | ----- | ----- | ----- |
| 2.343 | 2.252 | 2.819 | 3.768 | 4.642 | 4.675 | 4.860 | 4.687 | 4.654 |